# 2010年斯里兰卡总统选举
2010年斯里兰卡总统选举是历史上第六次斯里兰卡总统选举，由马欣达·拉贾帕克萨胜出。2009年12月17日截止接受提名，选举于2010年1月26日举行。